# Grafo pez
En el campo matemático de la teoría de grafos, el grafo pez es un grafo plano con 6 vértices y 7 aristas, cuya representación gráfica se asemeja a un pez. Es parte del catálogo de grafos pequeños del Information System on Graph Classes and their Inclusions.

## Propiedades generales
Es plano, ya que puede representarse en el plano sin que sus aristas se crucen. Es 1-conexo por vértices, tiene un vértice de corte, y por tanto no es hamiltoniano. Es 2-conexo por aristas. Al tener un vértice de grado 4 y los demás vértices de grado 2, el grafo pez es euleriano.

## Coloración
El número cromático del grafo pez es 3.  Es decir, que es posible colorear los vértices con tres colores tal que dos vértices conectados por una arista tengan siempre colores diferentes.
El índice cromático del grafo es 4.  Esto es, existe una 4-coloración por aristas del grafo tal que dos aristas incidentes a un mismo vértice son siempre de colores diferentes.
El polinomio cromático es igual a {\displaystyle (x-2)(x-1)^{2}x(x^{2}-3x+3)}

## Propiedades algebraicas
El grupo de automorfismo del grafo pez es un grupo abeliano de orden 4 isomorfo a Z/2Z×Z/2Z, el grupo de Klein. 
El polinomio característico del grafo es: {\displaystyle x(x+1)(x^{4}-x^{3}-6x^{2}+4x+4)}.